# Nadleśnictwo Srokowo
Nadleśnictwo Srokowo – jednostka organizacyjna Lasów Państwowych podległa Regionalnej Dyrekcji Lasów Państwowych w Olsztynie. Siedziba nadleśnictwa znajduje się w Srokowie, w powiecie kętrzyńskim, w województwie warmińsko-mazurskim.
Nadleśnictwo obejmuje większą część powiatu kętrzyńskiego oraz niewielkie fragmenty powiatów bartoszyckiego, giżyckiego, mrągowskiego i węgorzewskiego. Północną granicę nadleśnictwa stanowi granica państwowa z Rosją.

## Historia
Polscy leśnicy pojawili się na tych terenach w 1946. Wówczas powstało Nadleśnictwo Gierdawy z siedzibą w Gierdawach. Tutejsze lasy przed zmianą granic państwowych były własnością wielkich posiadłości ziemskich. W 1946 przesunięto granicę polsko-sowiecką i Gierdawy znalazły się po jej radzieckiej stronie. Wymusiło to przeniesienie siedziby nadleśnictwa do Garbonia. W 1948 siedzibą została miejscowość Markuzy. Zmiany te nie spowodowały zmiany nazwy nadleśnictwa.
W październiku 1959 Nadleśnictwo Gierdawy zostało przyłączone do Nadleśnictwa Kętrzyn, jednak już trzy lata później, 1 października 1962, zostało ono przywrócone już pod nową nazwą Nadleśnictwo Srokowo, pochodzącą od miejscowości, w której zlokalizowano jego siedzibę.
1 stycznia 1973 do Nadleśnictwa Srokowo włączono część likwidowanych nadleśnictw Kętrzyn i Węgorzewo. W późniejszych latach obszar Nadleśnictwa Srokowo zmieniał się dwukrotnie: 1 stycznia 1979, gdy został on dostosowany do podziału wojewódzkiego kraju i w 1988.

## Ochrona przyrody
Na terenie nadleśnictwa znajdują się dwa rezerwaty przyrody:
- Bajory
- Kałeckie Błota.

## Drzewostany
Typy siedliskowe lasów nadleśnictwa (z ich powierzchniowym udziałem procentowym):
- lasy i olsy 93,5%
- bory 6,5%

Dominującymi typami siedliskowymi są las świeży (44,4%), las mieszany świeży (13,8%) i las wilgotny (13,4%).
Gatunki lasotwórcze lasów nadleśnictwa (z ich udziałem procentowym):
- brzoza i grab 23%
- dąb 21%
- sosna i modrzew 20%
- olsza 16%
- świerk 13%
- inne 7%

Przeciętna zasobność drzewostanów nadleśnictwa wynosi 251 m³/ha, a średni wiek 54 lat.